# كفرلاتة
كفرلاتة قرية في ناحية مركز أريحا، منطقة أريحا في محافظة إدلب في سورية. تقع في جبل الأربعين ويوجد فيها مسجد أثري عمره خمسة قرون.